# Hate That I Love You
«Hate That I Love You» es el cuarto sencillo promocional del álbum Good Girl Gone Bad de la cantante de R&B barbadense Rihanna.
Fue escrita por M.S. Eriksen, Ne-Yo, T.E Hermansen, entre otros. El productor fue Stargate y la colaboración del cantante y compositor norteamericano Ne-Yo. "Hate That I Love You", ha estado en listas de Estados Unidos, Reino Unido, Canadá, Australia, Nueva Zelanda, Alemania, Austria y Suiza.
A principios de 2008 salió una nueva versión con el cantante David Bisbal quien canta los versos de Ne-yo. Esta versión cuenta con su propio videoclip.

## Estructura musical
"Hate That I Love You" es un dueto de Rihanna y el cantante y compositor Ne-Yo, quien también escribió la pista del título del álbum. En una entrevista, Rihanna dijo: "Esa canción (Hate That I Love You), cuando por primera vez comienza, piensas que es una canción sexy, pero hay que escuchar a la letra. Es una canción muy profunda".
"Hate That I Love You" es una canción moderada en la tonalidad de La ♭. Se fija en el tiempo común. La canción se destaca por una guitarra que en su mayoría toca acordes suspendidos, y cuenta con un coro que canta acompañando a los dos intérpretes.

## Recepción
MSN comentó "Hate That I Love You" por ser ni de lejos tan amapola en comparación a su predecesor de la canción Umbrella, pero es un clásico de R&B y una canción con una melodía fuerte, con buenas actuaciones vocales de la pareja y letras que cuentan una historia familiar de una manera refrescante uncliched. Stylus Magazine no se impresionó con la canción citando que la estructura de la canción es como una mezcla de Ne-Yo y trabajos anteriores Stargate. La canción tuvo dos estrellas de cada diez. Digital Spy llamó a la canción un folk, R&B midtempo mushfest.

## Rendimiento comercial
"Hate That I Love You" debutó en el número veinticuatro en el Billboard Hot 100 Singles el 30 de agosto de 2007, posteriormente, debutando en el número ochenta y cinco en el Billboard Pop 100 y en el número seis en el Billboard Hot R&B/Hip-Hop Songs, todos en el mismo día. La canción debutó en el número noventa y ocho en el Billboard Hot 100 y hasta ahora ha enarbolado en el número siete después de pasar cinco semanas encerrados en el número nueve, convirtiéndose en su sexto Top 10 en los Estados Unidos y el segundo desde "Umbrella". Ascendió a número doce en el Billboard Pop 100 en la misma semana. Descargas al día digitales del Billboardse situaron en 1,04 millones. También se convirtió en un éxito Top 20 en Canadá, que alcanzó el puesto número 17 en el Canadian Hot 100.

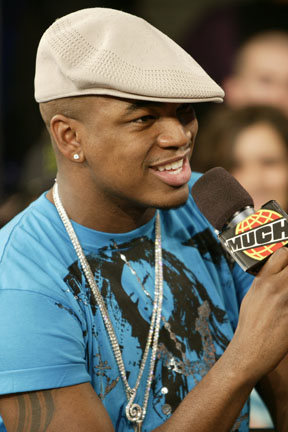
El sencillo cuenta con la voz de Ne-Yo.

En el Reino Unido, el sencillo alcanzó el puesto número quince en su lanzamiento físico. De acuerdo a la compañía The Official UK Charts Company, «Hate That I Love You» ha vendido alrededor de 150 mil copias en el Reino Unido. En Australia, debutó en el número cuarenta y ocho en el de y descendió hasta el número cuarenta y nueve a la semana siguiente. Sin embargo, en su tercera semana, la canción ascendió al número dieciocho, saltando treinta y un puntos para convertirse en uno de los mayores saltos en la historia en ARIA charts. Con el tiempo alcanzó el puesto número 14 en las listas australianas. En España, la versión en español con David Bisbal debutó en el número cinco en la tabla de pista digital, y alcanzó el número tres por tres semanas consecutivas. Este sencillo ha vendido más de 3.8 millones de copias en todo el mundo. el sencillo estuvo 289 semanas en listas.

## Video musical
Rihanna, con el director Anthony Mandler filmó el vídeo musical de "Hate That I Love You" en Los Ángeles el 13 de agosto de 2007. El video fue estrenado en su página web oficial el 24 de septiembre de 2007. El video también debutó en TRL el 1 de octubre de 2007 para un primer vistazo, y debutó en el número nueve del día siguiente, por primera vez. El video muestra a Rihanna y Ne-Yo canto en dos lugares diferentes como si se han perdido entre sí, pero al final se muestra que ambos eran sólo estrellas cruzado, pero estaban cantando para sus propios amantes, no el uno del otro.
Sólo había estado en TRL durante doce días y ha sido el número uno dos veces. El video llegó al número dos en su noveno día en BET 106 & Park, y fue su video más exitoso en 106 & Park, hasta que "Take A Bow" se convirtió en su primera canción en llegar a la posición número uno.
A partir del 30 de julio de 2010 el video ha sido visto en Youtube más de 9 millones de veces.

## Premios y nominaciones
| Año  | Ceremonia     | Premio                                 | Resultado |
| ---- | ------------- | -------------------------------------- | --------- |
| 2008 | Grammy Awards | Best R&B Performance by a Duo or Group | Nominado  |

## Listado de pistas
US Promo CD single (DEFR16755-2)
1. «Hate That I Love You» (Radio)
2. «Hate That I Love You» (Instrumental)

German Maxi CD single (602517537866)
1. «Hate That I Love You»
2. «Hate That I Love You» (K-Klassic Remix)
3. «Hate That I Love You» (Instrumental)
4. «Hate That I Love You» (Video)

EU CD single (602517513693)
1. «Hate That I Love You»
2. «Hate That I Love You» (K-Klassic Remix)

Other Versions
- «Hate That I Love You» (K-Klassic Radio Edit)

## Listas y certificaciones
| Lista                              | Mejor Posición |
| ---------------------------------- | -------------- |
| Brasil Top 20                      | 1              |
| Australian Singles Chart           | 14             |
| Australian Singles Chart           | 14             |
| Belgium Singles Chart              | 23             |
| Canadian Hot 100                   | 17             |
| Denmark Singles Chart              | 30             |
| Dutch Top 40                       | 7              |
| French Singles Chart               | 16             |
| German Singles Chart               | 11             |
| Irish Singles Chart                | 13             |
| Italian Singles Chart              | 61             |
| Chilean Top 100 Singles            | 18             |
| New Zeland Singles Chart           | 6              |
| Swedish Singles Chart              | 10             |
| Swiss Singles Chart                | 13             |
| UK Singles Chart                   | 15             |
| US Billboard Hot 100               | 7              |
| US Billboard Hot R&B/Hip-Hop Songs | 20             |
| US Billboard Pop Songs             | 3              |
| US Billboard Radio Songs           | 4              |
| US Billboard Digital Songs         | 9              |
| US Billboard Latin Pop Songs       | 24             |
| US Billboard Adult Pop Songs       | 32             |
| Denmark Singles Chart              | 30             |

| 2007                     |    |
| Australian Urban Singles | 30 |
| UK Singles Chart         | 88 |
| New Zeland Singles Chart | 48 |
| Brasil Hot 100           | 5  |
| Spain Singles Chart      | 10 |
| US Billboard Pop Songs   | 47 |
| 2008                     |    |
| European Hot 100 Singles | 61 |
| Australian Urban Singles | 27 |
| German Singles Chart     | 87 |

| País           | Certificación | Ventas Certificadas | Ref.   |
| -------------- | ------------- | ------------------- | ------ |
| Australia      | Platino       | 70 000              | [ 7 ]  |
| Brasil         | Platino       | 100 000             | [ 8 ]  |
| España         | 3× Platino    | 60 000              | [ 9 ]  |
| Estados Unidos | 2× Platino    | 2 000 000           | [ 10 ] |
| Nueva Zelanda  | Oro           | 5 000               | [ 11 ] |
| Reino Unido    | Plata         | 200 000             | [ 12 ] |

## Remezcla con David Bisbal
«Hate That I Love You» se remezcló con el añadido de la voz del cantante español David Bisbal, con lo que se hizo muy popular en Latinoamérica. En esta versión publicada el 28 de abril de 2008, Rihanna cantaba en inglés mientras que Bisbal lo hacía en español. Esto ayudó a la cantante barbadense Rihanna a darse a conocer en Latinoamérica y a convertirse en una estrella mundial. El video musical es parecido al anterior con Ne-Yo pero sale David Bisbal cantando.

### Listas
| Lista     | Posición Más Alta |
| --------- | ----------------- |
| España    | 2                 |
| Argentina | 2                 |
| Chile     | 11                |
| México    | 26                |